# 安德鲁·克罗夫茨
安德鲁·勞倫斯·克罗夫茨（英語：Andrew Lawrence Crofts；1984年5月29日—）是一位威爾士足球運動員。在場上的位置是中場。他現在效力於英格蘭足球冠軍聯賽球隊布萊頓足球俱樂部。他曾經效力於诺维奇城。

## 外部連結
- Andrew Crofts profile at the Brighton & Hove Albion website
- Andrew Crofts profile at the Norwich City website
- 足球数据库：安德鲁·克罗夫茨的球员统计数据